# مولود حرا
للتعرف على القائد الروماني الذي يحمل هذا الاسم، راجع إنجينيوس (Ingenuus).
مولود حرًا (بلغة روما القديمة Ingenui أو ingenuitas "المفرد ingenuus) كان مصطلحًا قانونيًا في روما القديمة يشير إلى أولئك الأحرار الذين ولدوا أحرارًا، تمييزًا لهم، على سبيل المثال، عن العتقاء الذين خضعوا لرقٍ سابق.
وفي روما القديمة، كان الرجال الأحرار إما مولودين أحرارًا أو عتقاء. وكانت كلمة المولودين أحرارًا تشير إلى الرجال الأحرار الذين ولدوا أحرارًا. وأما العتقاء فأولئك الرجال الذين أعتقوا من العبودية المشروعة. وعلى الرغم من أن العتقاء لم يُولدوا أحرارًا، إلا أن أبناء العتقاء اعتبروا أحرارًا وكان من غير الممكن أن يصبح العتيق بالتبني كالمولود حرًا. وإذا حملت الأمة (الخادمة)، ثم أعتقت قبل ولادة الطفل، فإن هذا الطفل يعتبر مولودًا حرًا، وبذلك يعتبر ممن وُلدوا أحرارًا. وفي حالات أخرى، أيضًا، كان القانون يدعم استحقاق أن يولد المرء حرًا، ومن ثمّ يكون مولودًا حرًا. وإذا كان كون المرء مولودًا حرًا مثارًا للجدل، فحينها كان يتم اللجوء إلى قضاء المولودين أحرارًا (judicium ingenuitatis)، والذي كان يعتبر محكمة لتحديد الحالة وذلك فيما يتعلق بحقوق الرعاية.
ويخالف كلٌ من مصطلح «مولود حرًا» و«العتيق» بعضهما، كما أن لقب الرجل الحر (عتيق)، والذي كان يتضمن الإشارة إلى عملية عتقه في بعض الأحيان، يكون محدودًا بإضافة المولودين أحرارًا. وطبقًا لما ذكره سنسياس في عمله الذي حمل العنوان الحشد (Comitia) والذي استشهد به فستوس ، فإن أولئك الذين كانوا في عصره يُسمون بالمولودين أحرارًا كان يطلق عليهم أساسًا اسم الشريف (patricii)، والذي تم تفسيره من قبل بعض الباحثين مثل كارل فيلهام جوتلينج ليعني أن الوثنيين كانوا في الأصل مولودين أحرارًا أيضًا، وذلك في ترجمة اعتُبرت محلًا لبعض الجدل.
وقد اعتبر آخرون أن معنى العبارة تعني: لم يكن المصطلح «مولود حرًا» موجودًا في الأساس، ولكن كلمة الشريف كانت كافية للإشارة إلى مواطن روماني حسب الميلاد. وهذه الملاحظة كانت تشير حينها إلى الوقت الذي لم يوجد فيه سوى مواطني روما الشرفاء، وأن تعريف المولود حرًا إذا كان مستعملًا وقتئذٍ، كان يمكن أن يعتبر كافيًا كتعريف للشريف. ولكن مصطلح المولود حرًا كان قد ظهر، بالمعنى الذي ذُكر هنا، في وقت لاحق، وعندما أريد استعماله بهدف الإشارة إلى المواطن حسب ميلاده، وذلك على نحو هذا الاستعمال فقط. ومن ثمّ، فإنه في حديث أبيوس كلاوديوس كراسوس، فإنه قارنه مع المصطلح الذي يشير إلى الأفراد ذوي النسب الشريف، "Unus Quiritium quilibet، duobus ingenuis ortus." ولاحقًا أظهر تعريف الوثنين «القبليين» (Gentilis) الذي قدمه سكايفولا أنه يمكن أن يكون الرجل مولودًا حرًا ولكنه ليس من الوثنيين (القبليين)، فقد يكون مولودًا لرجل عتيق؛ ومن ثمّ يتوافق هذا مع ما أشار إليه المؤرخ الروماني ليفاي. وإذا كان سنسيوس قد عنى أن يكون اقتراحه في هذا الإطار شاملًا على النحو الذي يمكن أن تشير إليه مثل هذه المصطلحات، فالافتراض من ثمّ هو أن: جميع المولودين أحرارًا (الآن) يشملون جميع الشرفاء (حينها)؛ وهو أمر غير حقيقي.
وفي ظل حكم الإمبراطورية، فإن وصف الحرية أو Jura Ingenuitatis كان يمكن اكتسابه بتفضل إمبراطوري؛ وهو ما يعني أن فردًا ما لم يكن حرًا بالميلاد، ولكن يمكن أن يكون حرًا من خلال منحة من جانب القوة الحاكمة. والرجل العتيق الذي حصل على لقب Jus Annulorum Aureorum كان يُعتبر مولودًا حرًا؛ ولكن هذا لا يتداخل مع حق الرعاية والولاء. وكان natalibus restitutio عبارة عن مرسوم بموجبه تمنح الأولية للعتيق حقوقًا وحالة وصفه المولود حرًا؛ وهي نوع من الإجراءات التي كانت تنطوي على نظرية الحرية الأصيلة لجميع البشر، وذلك نظرًا لأن العتق ينطوي على استرداد حرية مسلوبة، ولا يعبر عن الحالة التي يُولد عليها المرء، والتي تتمثل في حالة الحرية الأصلية المفترضة. وفي هذه الحالة، يخسر المولى حقوق الولاء حسب النتيجة الضرورية المفترضة، وذلك إذا ما كان الافتراض يحظى بفاعليته التامة. ويبدو أن الشكوك حول حرية المرء كانت عامة في روما؛ وهو ما لا يثير الاستغراب، عندما ندرك أن حقوق الولاء والرعاية كانت متضمنة فيها.